# ПБК ЦСКА (Москва)
 Тази статия е за баскетболния отбор.  За други значения вижте ЦСКА (Москва) (значения).  
ПБК ЦСКА Москва е най-титулуваният руски баскетболен отбор. Тимът е 17-кратен шампион на Русия и 24 кратен шампион на СССР. Отборът е печелил 8 пъти Евролигата, като е втори по брой спечелени европейски трофеи.

## История
Отборът води историята си от 1923, когато е основано и спортното общество ОППВ. През 1928 получава названието ЦДКА. През 1945 г. стават шампион на СССР. Четири години по-късно отборът преминава във ВВС МВО, основан от Василий Сталин. През 1960 тимът получава сегашното си название – ЦСКА. На следващия сезон армейците печеля титлата на СССР и купата на европейските шампиони под ръководството на Евгений Алексеев. През 1969 тимът е поет от Александър Гомелский. В неговия 11-годишен период начело на „армейците“ те печелят 10 титли на страната и 1 купа на европейските шампиони. От 1980 до 1981 треньор е ученикът на Гомелский Юрий Селихов. Той прави отбора шампион, но на следващия сезон е сменен от Сергей Белов. През 1982 треньор е отново Селихов. Армейците печелят 2 титли на съюза, но на международна сцена нямат никакви успехи. В периода 1985 – 1987 отборът завършва на второ място. Тимът печели още 2 титли под ръководството на Селихов и Белов (съответно 1988 и 1990).
През 1992 начело на ЦСКА застава Станислав Ерьомин. Той прави „армейците“ шампиони на Русия 9 поредни пъти, а през 1996 достигат до третото място в купата на европейските шампиони. През 2000 печелят Северноевропейската баскетболна лига. Същата година отборът е поет от Валерий Тихоненко. В следващите 2 сезона столичани изпадат в криза и завършват на 4-то и 5-о място, а шампион става Урал-Грейт (Перм). След уволнението на Тихоненко начело на ЦСКА застава сръбският спец Душан Ивкович. По негово време ЦСКА печели 3 титли и е неизменен участник в последните 4 на Евролигата. През 2004/05 ЦСКА, под ръководството на италианецът Еторе Месина, печели 60 от 64 мача и няма нито една загуба като гост. На следващия сезон отборът печели требъл – Евролигата, титлата и националната купа. В състава личат имената на Теодорос Папалукас, Джон Роберт Холдън, Трейджън Лангдън, Дейвид Андерсен и Сергей Панов. През 2008 ЦСКА печели Евролигата за втори път под ръководството на Месина, който напуска след изтичането на договора му през 2009.
След това треньор става Евгений Пашутин. Той печели титлата и купата. През 2010/11 ЦСКА не преодолява първият етап на Евролигата и се представя много слабо. В края на сезона тимът е поет от Йонас Казлаускис. През лятото на 2011 в ЦСКА се завръща Андрей Кириленко, а „армейците“ записват 17 поредни победи във всички турнири и се класират за последните 4 в Евролигата. В май 2012 ЦСКА печели обединената ВТБ лига, побеждавайки УНИКС Казан на финалът Отборът достига финала на Евролигата, но губи от Олимпиакос с 1 точка разлика. На 19 май 2012 печелят 10-а поредна титла на Русия, побеждавайки Химки. От юни 2012 г. треньор е отново Еторе Месина. На 10 октомври „армейците“ дебютират в новата си зала Мегаспорт Арена, побеждавайки Лиетувос Ритас със 75:73. Тимът отново печели титлата на страната, а в Евролигата печели трето място, след като на полуфинал отпада от Олимпиакос. Армейците печелят и Единна ВТБ Лига, като във финалът е последният мач на легендата Теодорос Папалукас, както и на бившия център на ЦСКА Алексей Саврасенко, играещ за съперника Локомотив-Кубан.
Първото ново попълнение за сезон 2013/14 е Джереми Парго от Филаделфия 76ърс. Отборът напуска гардът Антон Понкрашов. Отборът печели последното издание на Професионална баскетболна лига, а в Евролигата завършва на 4 позиция. През 2014/15 треньор става Димитрис Итудис. Привлечени са Нандо де Коло и Манучар Маркоишвили. На полусезона се завръща Андрей Кириленко. Отборът отново е над всички в Русия, но 4-то място в Евролигата е разочароващо и Месина напуска.
През 2014 г. треньор на ЦСКА става Димитрис Итудис. С гръцкия спец ЦСКА печели Евролигата през сезон 2015/16, след драматична победа на финала над Фенербахче Юлкер. През 2019 г. става европейски клубен шампион на осми път в историята си.
На 26 февруари 2022 г. Торнике Шенгелия съобщава, че напуска ПБК ЦСКА (Москва) заради руското нападение срещу Украйна и в знак на протест срещу Владимир Путин. По политически причини руските отбори са извадени от европейските клубни турнири. След края на сезон 2021/12 Димитрис Итудис напуска треньорския пост и на негово място е назначен Емил Райкович.

## Успехи
- Руска Суперлига/ПБЛ – 1992, 1993, 1994, 1995, 1996, 1997, 1998, 1999, 2000, 2003, 2004, 2005, 2006, 2007, 2008, 2009, 2010, 2011, 2012, 2013, 2014
- Обединена ВТБ лига – 2008, 2010, 2012, 2013, 2014, 2015, 2016, 2017, 2018, 2019, 2021
- Шампион на СССР – 1945, 1960, 1961, 1962, 1964, 1965, 1966, 1969, 1970, 1971, 1972, 1973, 1974, 1976, 1977, 1978, 1979, 1980, 1981, 1982, 1983, 1984, 1988, 1990
- Носител на купата на Русия – 2005, 2006, 2007, 2010
- Носител на купата на СССР – 1972, 1973, 1982
- Евролига – 1961, 1963, 1969, 1971, 2006, 2008, 2016, 2019
- Финалист в Евролигата – 1965, 1970, 1973, 2007, 2009, 2012
- Северноевропейска баскетболна лига – 2000

## Състав
| №        |         | Играч                     | Позиция                | Ръст    | Тегло   |
| Гардове  | Гардове | Гардове                   | Гардове                | Гардове | Гардове |
| -------- | ------- | ------------------------- | ---------------------- | ------- | ------- |
| 3        |         | Владимир Карпенко         | Пойнт гард             | 192 cm. | 82 kg   |
| 2        |         | Каспър Уейр               | Пойнт гард             | 178 cm. | 79 kg   |
| 24       | /       | Далас Мур                 | Пойнт гард             | 185 cm. | 82 kg.  |
| 91       |         | Алексей Швед              | Шутинг гард            | 198 cm  | 85 kg   |
| 7        |         | Иван Ухов                 | Шутинг гард            | 198 cm  | 78 kg   |
| 4        |         | Артьом Коломов            | Шутинг гард            | 194 cm  | 91 kg   |
| Крила    |         |                           |                        |         |         |
| 10       |         | Самсон Руженцев           | Леко крило             | 201 cm  | 92 kg   |
| 41       |         | Никита Курбанов (капитан) | Леко крило             | 202 cm  | 99 kg   |
| 11       |         | Семьон Антонов            | Леко крило/Тежко крило | 202 cm  | 104 kg  |
| 14       |         | Деян Давидовац            | Леко крило             | 203 cm  | 95 kg   |
| 8        |         | Антон Астапкович          | Тежко крило            | 202 cm  | 104 kg  |
| Центрове |         |                           |                        |         |         |
| 40       |         | Андрей Десятников         | Център                 | 220 cm. | 103 kg. |
| 17       |         | Ливио Жан-Шарл            | Център                 | 206 cm  | 104 kg  |
| 33       |         | Никола Милутинов          | Център                 | 213 cm  | 116 kg  |

| Pos. | Титуляр          | Резерва           | Резерва           | Резерва |
| ---- | ---------------- | ----------------- | ----------------- | ------- |
| C    | Никола Милутинов | Андрей Десятников |                   |         |
| PF   | Семьон Антонов   | Ливио Жан-Шарл    | Антон Астапкович  |         |
| SF   | Никита Курбанов  | Деян Давидовац    | Самсон Руженцев   |         |
| SG   | Алексей Швед     | Иван Ухов         | Артьом Коломов    |         |
| PG   | Каспър Уейр      | Далас Мур         | Владимир Карпенко |         |

## Известни играчи
- Андрей Кириленко
- Теодорос Папалукас
- Рамунас Шишкаускас
- Никос Зизис
- Виктор Хряпа
- Дейвид Андерсен
- Трейджън Лангдън
- Джон Роберт Холдън – първият играч с 200 мача в Евролигата
- Матяж Смодиш
- Алексей Саврасенко
- Сергей Панов
- Сергей Белов
- Маркус Гори
- Маркус Браун
- Захар Пашутин
- Никита Моргунов
- Ранди Уайт
- Дейвид Вантърпуул
- Еразем Лобрек
- Дариуш Сонгаила
- Мирсад Турджан
- Алексей Швед
- Виктор Хряпа
- Кайл Хайнс
- Милош Теодосич
- Нандо де Коло
- Серхио Родригес
- Ненад Кръстич